# Los amantes de Teruel

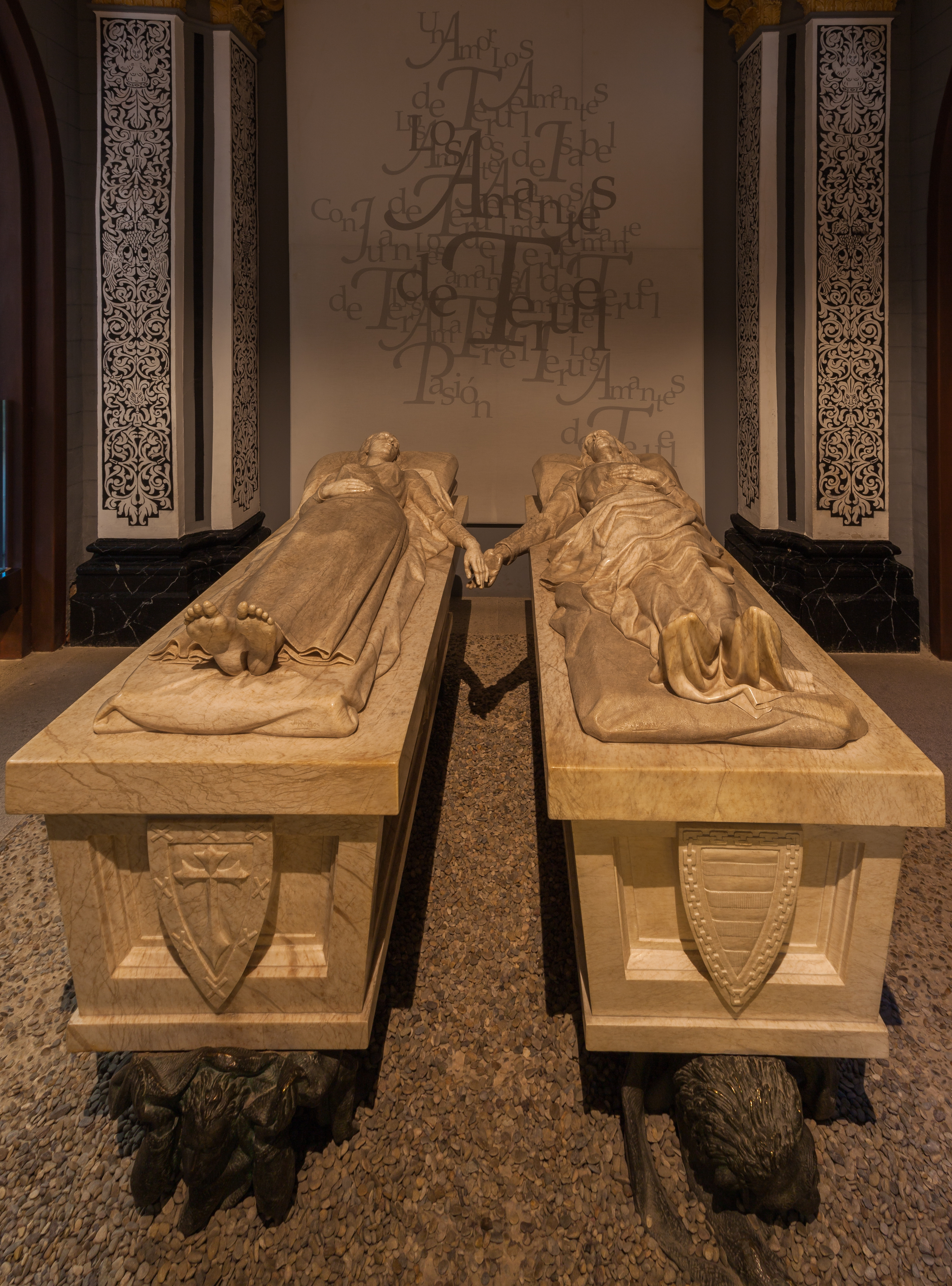
Mausoleo de los amantes en la iglesia de San Pedro de Teruel, obra de Juan de Ávalos y Taborda.

La leyenda de los amantes de Teruel narra la historia de amor entre dos jóvenes turolenses, Isabel de Segura y Diego Martínez de Marcilla, este último conocido a partir de las recreaciones del teatro barroco (siglo XVII) como Diego de Marcilla. Desde 1996 se celebra en Teruel (Aragón) en España, como recordatorio de la tradición, la recreación medieval teatralizada de Las Bodas de Isabel de Segura.

## La leyenda
Hubo una vez, en Teruel durante el siglo XIII, un rico mercader que tenía una hija muy bella. La muchacha, de nombre Isabel de Segura, y un muchacho pobre pero honrado de nombre Diego de Marcilla, se encontraron un día en el mercado y se enamoraron profundamente. Los jóvenes se amaban mucho. Diego le confesó que deseaba tomarla por esposa. Ella respondió que su deseo era el mismo, pero que supiese que nunca lo haría sin que sus padres lo aprobasen. Por desgracia, pese a que Diego Marcilla era un joven de buenas prendas, no poseía riquezas ni hacienda alguna. Diego dijo a la doncella que, como su padre tan solo lo despreciaba por la falta de dinero, si ella quería esperarlo cinco años, estaría dispuesto a salir a buscar fortuna allí donde fuera necesario para poder ganar dinero y hacerse digno de matrimonio. Ella se lo prometió.

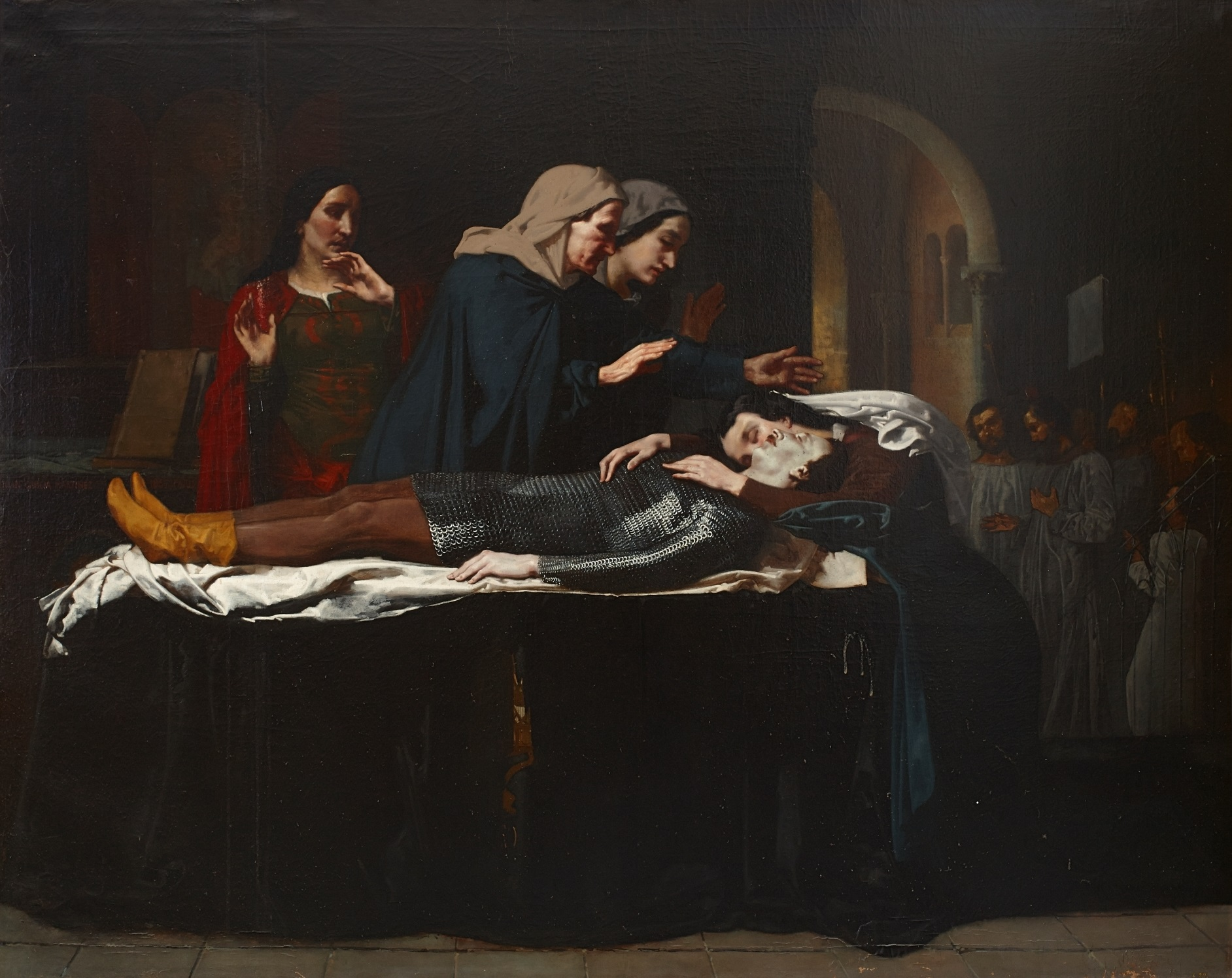
Los amantes de Teruel, por Juan García Martínez. 1857. Museo del Prado. O/L 200 x 249 cm

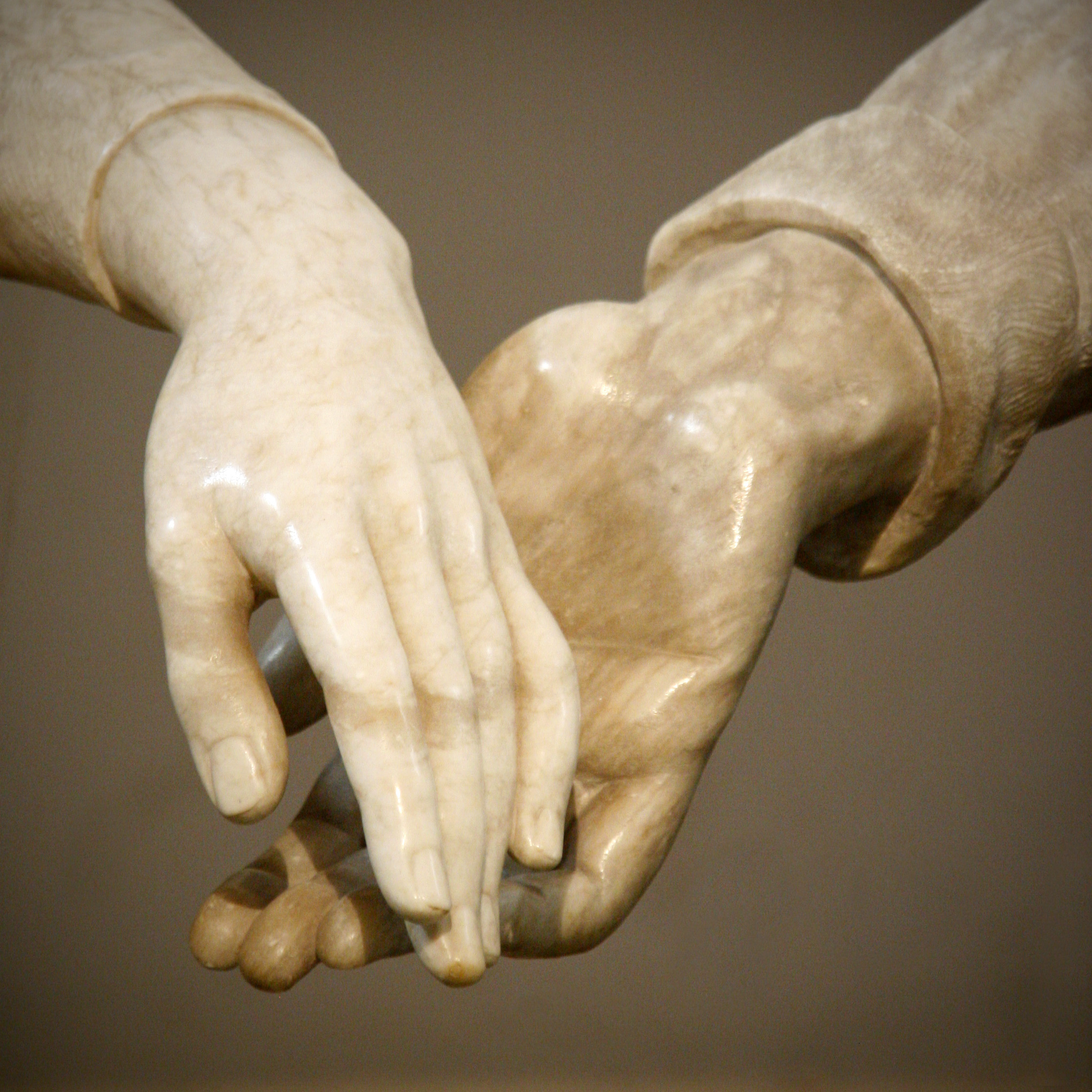
Detalle de las manos de los amantes de Teruel en el monumento funerario de Juan de Ávalos y Taborda. No llegan a tocarse.

Luchando en la Reconquista, ganó pasados cinco años cien mil sueldos. Durante ese tiempo Isabel fue importunada por su padre para que tomase marido. Ella logró impedir que la casara diciéndole que había hecho voto de virginidad hasta que tuviese veinte años y sosteniendo que las mujeres no debían casarse hasta que pudiesen y supiesen regir su casa. Pasados los cinco años el padre le dijo: «Hija, mi deseo es que te cases». Y ella, viendo que el plazo de los cinco años estaba a punto de concluir, y su novio no comparecía ni daba razón de sí, terminó por creer que estaba muerto. Enseguida el padre organizó la boda con un rico pretendiente. No obstante, en ese mismo día regresó Diego de Marcilla, que había sufrido todo tipo de contratiempos.

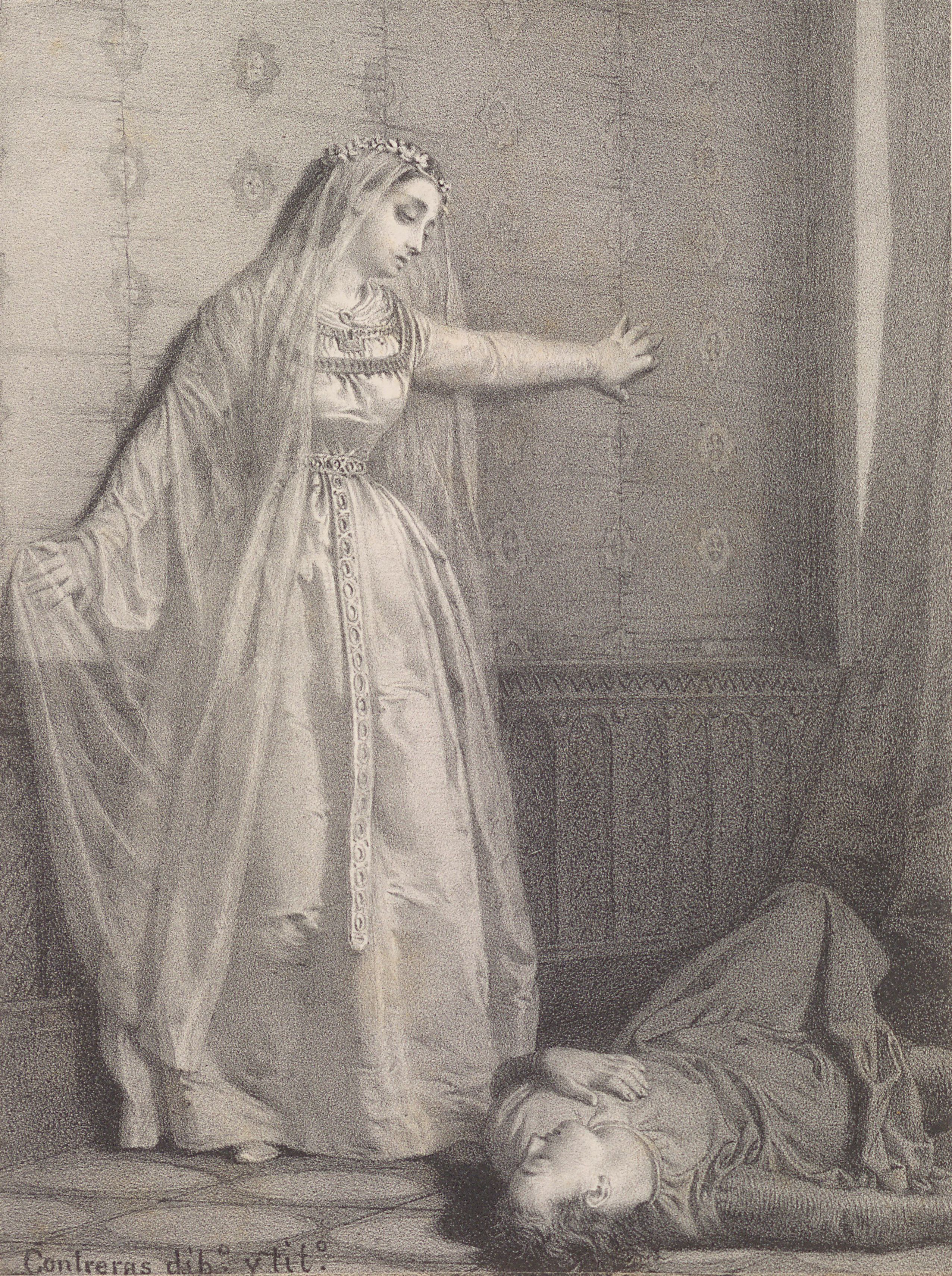
Los amantes de Teruel en una litografía del.

Esa noche, Diego logró entrar sin ser visto a la recámara en que los esposos dormían, y suavemente la despertó, rogándole «Bésame, que me muero», y ella le respondió dolida: «Quiera Dios que yo falte a mi marido; por la pasión de Jesucristo os suplico que busquéis a otra, que de mí no hagáis cuenta, pues si a Dios no ha complacido, tampoco me complace a mí». Él dijo otra vez: «Bésame, que me muero». Repuso ella: «No quiero». Entonces él cayó muerto.
Ella, que lo veía como si fuera de día por la gran luz de la habitación, se puso a temblar y despertó al marido diciendo que roncaba tanto que le hacía sentir miedo, que le contase alguna cosa. Y él contó una burla. Ella dijo que quería contar otra. Y le contó lo ocurrido y de cómo con un suspiro Diego había muerto. Dijo el marido: «¡Oh, malvada! ¿Y por qué no lo has besado?». Repuso ella: «Por no faltar a mi marido». «Ciertamente, dijo él, eres digna de alabanzas». Él, todo alterado, se levantó y no sabía qué hacer. Decía: «Si las gentes saben que aquí ha muerto, dirán que yo lo he matado y seré puesto en gran apuro». Acordaron esforzarse y lo llevaron a casa de su padre. Lo hicieron con gran afán y no fueron oídos por nadie. A la joven le vino al pensamiento de cuánto la quería Juan y de cuánto había hecho por ella, y que por no quererlo besar había muerto. Acordó ir a besarlo antes de que lo enterrasen; se fue a la iglesia del señor San Pedro, que allí lo tenían. Las mujeres honradas se levantaron por ella. Ella no se preocupó de otra cosa más que de ir hacia el muerto. Le descubrió la cara apartando la mortaja, y lo besó tan fuerte que allí murió. Las gentes que veían que ella, que no era parienta, estaba así yacente sobre el muerto, fueron para decirle que se quitase de encima, pero vieron que estaba muerta. El marido contó el caso a todos los que había delante, según ella se lo había contado. Acordaron enterrarlos en una sepultura juntos para siempre.

## Las tumbas

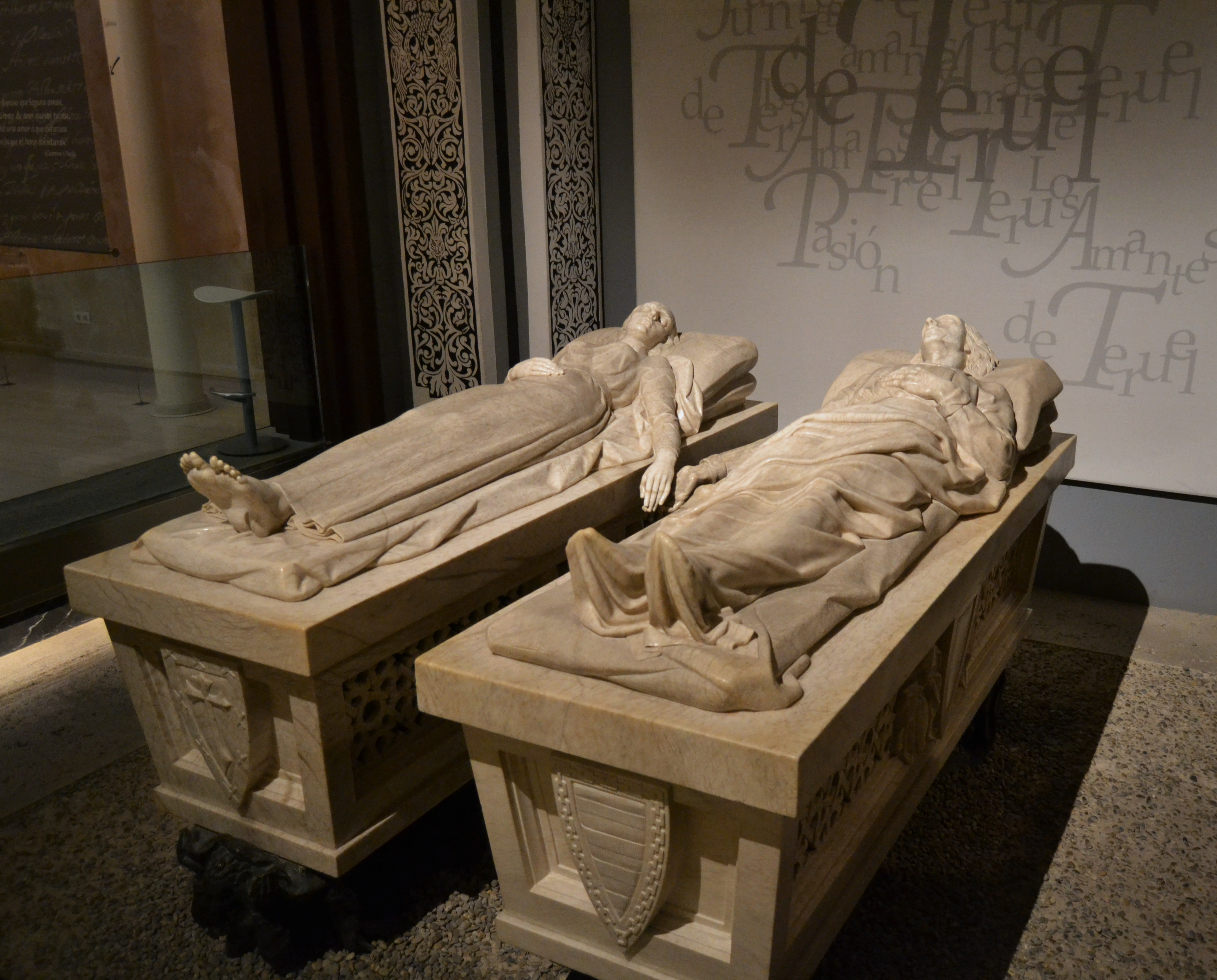
Amantes de Teruel.

En 1533, en la Iglesia de San Pedro de Teruel, se encontraron dos momias bajo el suelo de la capilla de los Santos Cosme y Damián, y se asumió que estas pertenecían a los legendarios amantes, no siendo posible comprobar si era verdad. La capilla donde fueron encontrados se renombró la Capilla de los Amantes y, en 1955, debido a la popularidad de las tumbas y al volumen de turistas, las momias fueron trasladadas a dos sarcofágos nuevos esculpidos en alabastro por Juan de Ávalos.

## Escritores
Multitud de autores han reescrito esta historia, entre ellos los siguientes:
- Antonio Serón
- Juan Pérez de Montalbán
- Andrés Rey de Artieda
- Tirso de Molina
- Tomás Bretón
- Juan Eugenio Hartzenbusch
- Mariano Miguel de Val

Giovanni Boccaccio cuenta esta historia en el Decamerón (Cuarto día - Novella n.8) dando a los personajes los nombres de Girolamo y la Salvestra.

## Escultores

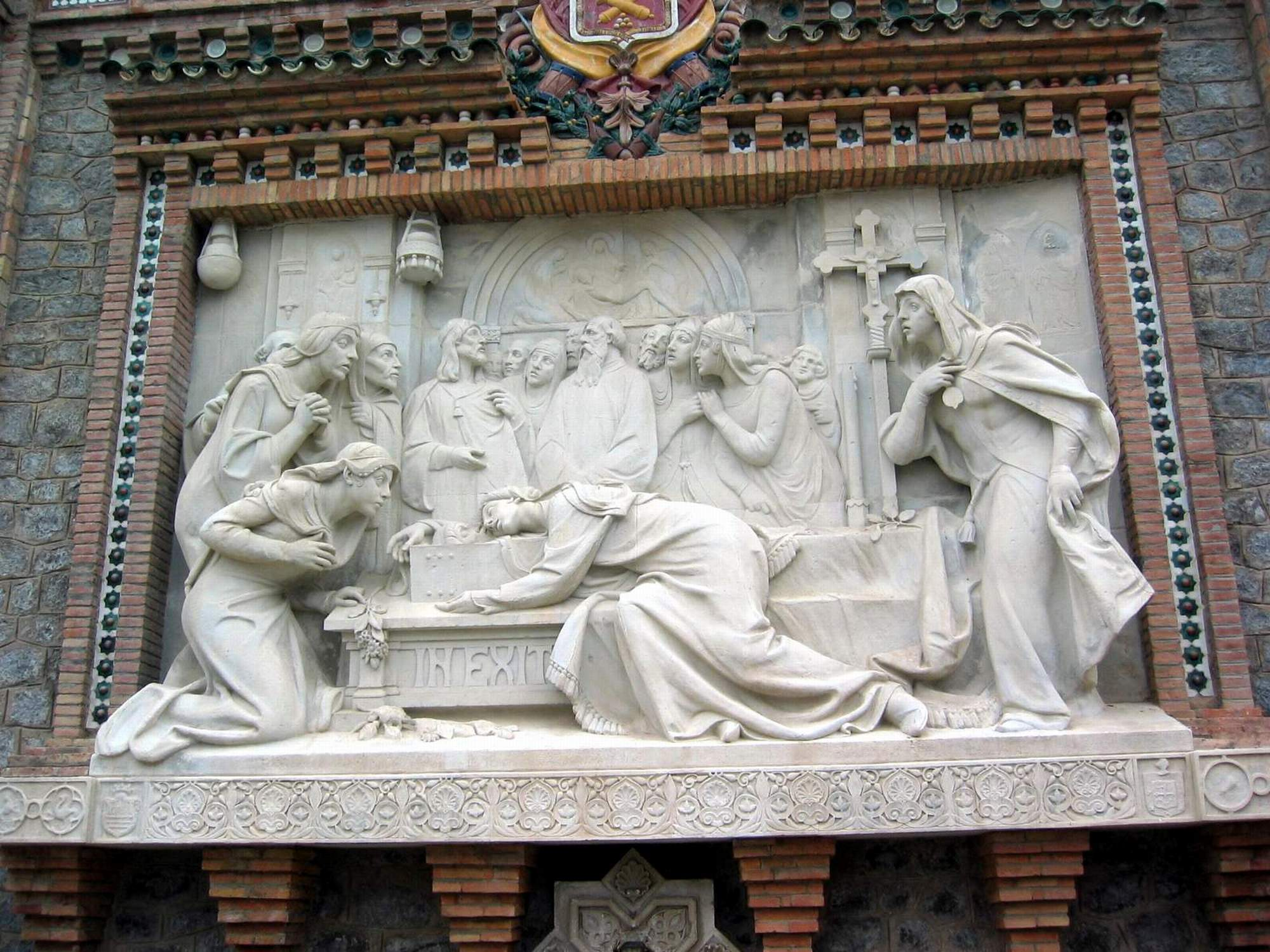
Detalle del altorrelieve de los Amantes en la «Escalinata de la Estación» de Teruel, obra del escultor segoviano Aniceto Marinas (1921)

Diversos escultores han creado obra artística sobre el tema de los Amantes:
- Aniceto Marinas (1866-1953), escultor segoviano autor de un altorrelieve en la «Escalinata de la Estación» en Teruel (1920-1921), obra de ingeniería de José Torán de la Rad.
- Juan de Ávalos y Taborda (1911-2006), escultor extremeño autor de un conjunto monumental, ideado desde 1955 en la iglesia de San Pedro de Teruel.

## Pintores

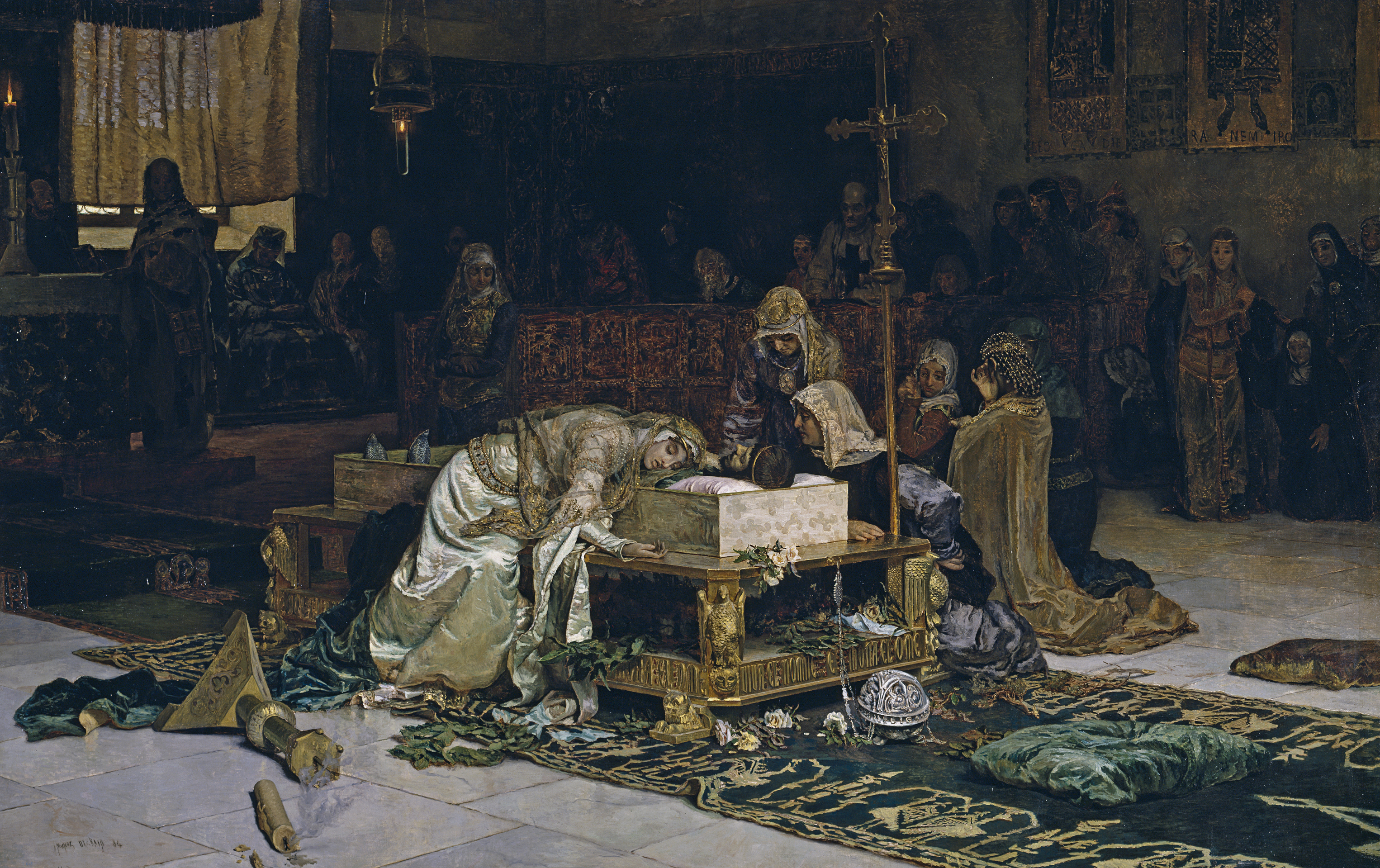
Los amantes de Teruel, por Antonio Muñoz Degrain. 1884. Museo del Prado. O/L 330 x 516 cm

Algunos pintores han creado obra artística sobre el tema de los Amantes:
- Juan García Martínez (1828-1895), pintor bilbilitano, dedicó en 1857 un óleo a Los amantes de Teruel conservado en el Museo del Prado.
- Antonio Muñoz Degrain (1840-1924), pintor valenciano autor de Los amantes de Teruel (1884), óleo sobre lienzo, primera medalla en la Exposición Nacional. Museo del Prado.

## Músicos
- Tomás Bretón compuso la ópera Los amantes de Teruel.